# 莉萨·达尔马宁
莉萨·达尔马宁（英語：Lisa Darmanin，1991年8月27日—），澳大利亚女子帆船运动员。她曾代表澳大利亚参加2016年和2020年夏季奥林匹克运动会帆船比赛，其中2016年奥运会获得一枚银牌。